# Kazuyoshi Nakamura
Kazuyoshi Nakamura (Prefectura de Shizuoka, Japó, 8 d'abril de 1955) és futbolista japonès que va disputar cinc partits amb la selecció japonesa.